# Мала Спринька
Мала́ Спринька — село в Україні, у Самбірському районі Львівської області. Населення становить 8 осіб (2021). Орган місцевого самоврядування — Ралівська сільська рада. Зараз 1 мешканець.